# Bynum (Alabama)
Bynum statisztikai település az USA Alabama államában, Calhoun megyében. 